# Брена (Германия)
Брена (нем. Brehna) — город в Германии, в земле Саксония-Анхальт.
Входит в состав района Биттерфельд. Подчиняется управлению Биттерфельд. Население составляет 2956 человек (на 31 декабря 2006 года). Занимает площадь 19,14 км².